# Ћ (слово ћирилице)
Слово Ћ је двадесет и треће слово српске ћирилице. 
Слово Ћ потиче из старословенске ћирилице, а потиче од слова ђерв (Ꙉ ꙉ).